# SKA Mińsk
SKA Mińsk (biał. ФК СКА Мінск) – białoruski klub piłkarski z siedzibą w Mińsku.

## Historia
Chronologia nazw:
- 1934–1936: BWA Mińsk (biał. БВА (Мінск))
- 1937–1940: BDCzA Mińsk (biał. БДЧА (Мінск))
- 1946–1950: DA Mińsk (biał. ДА (Мінск))
- 1951–1956: ADA Mińsk (biał. АДА (Мінск))
- 1957: ASK Mińsk (biał. АСК (Мінск))
- 1957–1959: SKWA Mińsk (biał. СКВА (Мінск))
- 1960–1991: SKA Mińsk (biał. СКА (Мінск))

Klub założony w 1934 jako BWA Mińsk (biał. БВА – Беларуская ваенная акруга). Klub nazywał się BDCzA Mińsk (biał. БДЧА – Беларускі Дом Чырвонай Арміі), DA Mińsk (biał. ДА – Дом афiцэраў), ADA Mińsk (biał. АДА – Акружны Дом афіцэраў), ASK Mińsk (biał. АСК – Акружны спартыўны клуб), SKWA Mińsk (biał. СКВА – Спартыўны клуб ваеннай акругі), aby w 1960 przyjąć nazwę SKA Mińsk (biał. СКА – Спартовы клюб арміі).

## Osiągnięcia
- Mistrz Białoruskiej SRR (10): 1934, 1935, 1936, 1940, 1946, 1950, 1952, 1954, 1964, 1965